# 에이비티스튜디오
에이비티(영어: ABT)는 미술과 디자인 시각물을 제작하는 아트 스튜디오이다.
등록 출판사로 출판사업도 병행 중이며 가톨릭출판사 유통망을 통해 자사 도서를 납본 중이기도 하며, 2021년 en:Awwwards에서 HONORS 수상을 한 바 있다.

## 연혁
- 2014년 6월 7일 설립, 기술보증기금 자금유치
- 2015년 칸타월드패널 인쇄물 연간사업 수주
- 2016년 현대카드 DM 디자인 수주, 출판사 허가 취득, 가톨릭출판사에 자사 도서 납본
- 2019년 네이버 NOW.(현, 네이버TV) 방송 쇼타이틀 및 그래픽 수주, 네이버 바이브 플레이리스트 앨범커버 제작
- 2021년 MBC - 네이버 NOW. 방과후 설렘 웹사이트 제작
- 2024년 시발산스 폰트 개발

## 사업장
- 대한민국 경기도 고양시 덕양구 중고개길 83-27(지축동)

## 같이 보기
- 미술
- 디자인
- 스튜디오